# Dransfeld (Samtgemeinde)
Dransfeld é um associação municipal do tipo Samtgemeinde da Alemanha, situado no distrito de Göttingen do estado de Baixa Saxônia (Niedersachsen).
Dransfeld com sede na cidade de Dransfeld reune numa só administração os seguintes municípios e cidades:
1. Bühren
2. Dransfeld cidade
3. Jühnde
4. Niemetal
5. Scheden